# Mapou Yanga-Mbiwa
Mapou Yanga-Mbiwa (Bangui, 1989. május 15. –) francia-közép-afrikai labdarúgó, 2016 óta a francia Lyon játékosa.

## Pályafutása

### Kezdetek
Yanga-Mbiwa Banguiban, a Közép-afrikai Köztársaságban született, de Franciaországban, Port-de-Boucban, Bouches-du-Rhôneban nőtt fel, nem messze Marseilletől.

### Montpellier
2005-ben csatlakozott a Montpellier utánpótlásához, a felnőttcsapatban 2007. február 23-án mutatkozott be az Bastia elleni 1–0-s idegenbeli vereség alkalmával, a találkozót végigjátszotta, egy sárga lapot is begyűjtött. A szezon után aláírta első profi szerződését, ami 3 évig (2010-ig) szólt. A 3-as számú mezt kapta.
Kezdetben csak csere volt, de szeptemberben Rolland Courbis menedzser kijelentette, kezdő lesz a szezon hátralevő részében. Yanga-Mbiwa nem okozott csalódást, 41 találkozón 1 gólt szerzett. Az AC Ajaccio augusztus 31-i 1–0-s legyőzésétől kezdve Mbiwa az összes Montpellier-meccsen játszott, beleértve a ligakupát, ahol a nyolcaddöntőbe jutottak, de a szám tartalmazza a kupát is, ott a legjobb 32-be jutottak, ami megsüvegelendő. Egyetlen gólját az FC Gueugnon ellen lőtte a hosszabbításban 2008. május 12-én, hozzásegítve csapatát a 2–1-es győzelemhez.
A 2008–09-es szezonban is alapember volt, a fiatal Mickaël Nelsonnal és Abd el Hámid el Kátúrival való versengés ellenére 33 mérkőzésen játszott, egyetlen gólját az Angers ellen lőtte, hosszabbításban mentette 3–3-ra a meccset. Az egyenlítő gól pillanatokkal azután jött, hogy Malik Couturier vezetést szerzett az Ajacciónak. 2009. március 20-án Yanga-Mbiwa a Brest ellen megsérült, két hónapra kidőlt, miközben a Montpellier még harcban volt a feljutásért. 2009. május 8-án tért vissza, az utolsó négy fordulóban játszott, hozzásegítve csapatát az utolsó fordulóban kiharcolt élvonalba jutáshoz.
A feljutás ellenére a börtönbüntetésre váró Rolland Courbis menedzser helyére René Girard érkezett. Girard leszögezte, meg szeretné tartani Yanga-Mbiwát, 2009. június 2-án a klub meg is hosszabbította 2 évvel a hátvéd így már 2012-ig szóló szerződését. Yanga-Mbiwa a Ligue 1-ben klubja szezonnyitó, Paris Saint-Germain elleni találkozóján debütált, végigjátszotta az 1–1-re végződő összecsapást. 2010. május 12-én még egy évvel megtoldották szerződését.

### Newcastle United
2013. január 22-én véglegessé vált, hogy Yanga-Mbiwa 8,5 millió fontért cserébe a Newcastle United játékosa lett.
A St James’ Parkban szereplő csapattal 5-és féléves szerződét írt alá, a 13-as mezt kapta. 2013. január 29-én debütált: az Aston Villa 2–1-es legyőzése alkalmával a 2. félidőben állt be.

#### Kölcsönben az AS Románál
2014. szeptember 1-én Yanga-Mbiwa egy évre kölcsönbe az olasz AS Roma csapatába került, 4,5 millió fontos vételi opcióval az egymilliós "bérleti díjon" felül. Szeptember 17-én a 77. percben állt be csereként a CSZKA elleni Bajnokok Ligája-találkozón, ekkor mutatkozott be. Négy nappal később kezdett első Serie A-meccsén, a Cagliarit 2–0-ra győzték le.

## Válogatottban
Yanga-Mbiwa francia és közép-afrikai kettős állampolgársággal rendelkezik, így mindkét ország színeit képviselhetné. Játszhatna a kameruni labdarúgó-válogatottban is. Ifjúsági szinten nem játszott semelyik válogatottban, 2009. október 1-én hívta be a francia U21-es szövetségi kapitány Eric Mombaerts az október 9-i Málta és az október 13-i Belgium elleni Európa-bajnoki selejtezőkre.
2012. május 15-én bekerült a 2012-es labdarúgó-Európa-bajnokságra készülő francia bő keretbe. Azonban május 29-én Laurent Blanc szövetségi kapitány bejelentette a szűkített keretet, amelyben Yanga-Mbiwa nem volt benne.

## Statisztikák

### Klubcsapatban
2014. október 1. szerint
| Klub              | Szezon   | Bajnokság      | Bajnokság | Bajnokság | Kupa  | Kupa | Ligakupa | Ligakupa | Európa | Európa | Összesen | Összesen |
| Klub              | Szezon   | Osztály        | Meccs     | Gól       | Meccs | Gól  | Meccs    | Gól      | Meccs  | Gól    | Meccs    | Gól      |
| ----------------- | -------- | -------------- | --------- | --------- | ----- | ---- | -------- | -------- | ------ | ------ | -------- | -------- |
| Montpellier       | 2006–07  | Ligue 2        | 1         | 0         | 0     | 0    | 0        | 0        | —      | —      | 1        | 0        |
| Montpellier       | 2007–08  | Ligue 2        | 34        | 1         | 4     | 0    | 3        | 0        | —      | —      | 41       | 1        |
| Montpellier       | 2008–09  | Ligue 2        | 29        | 1         | 1     | 0    | 3        | 0        | —      | —      | 33       | 1        |
| Montpellier       | 2009–10  | Ligue 1        | 36        | 0         | 1     | 0    | 0        | 0        | —      | —      | 37       | 0        |
| Montpellier       | 2010–11  | Ligue 1        | 36        | 1         | 0     | 0    | 4        | 0        | 2      | 0      | 42       | 1        |
| Montpellier       | 2011–12  | Ligue 1        | 34        | 1         | 2     | 0    | 2        | 0        | —      | —      | 38       | 1        |
| Montpellier       | 2012–13  | Ligue 1        | 16        | 0         | 1     | 0    | 2        | 0        | 6      | 0      | 26       | 0        |
| Montpellier       | Összesen | Összesen       | 186       | 4         | 9     | 0    | 14       | 0        | 8      | 0      | 219      | 4        |
| Newcastle United  | 2012–13  | Premier League | 14        | 0         | 0     | 0    | 0        | 0        | 6      | 0      | 20       | 0        |
| Newcastle United  | 2013–14  | Premier League | 23        | 0         | 2     | 0    | 1        | 0        | —      | —      | 26       | 0        |
| Newcastle United  | Összesen | Összesen       | 37        | 0         | 2     | 0    | 1        | 0        | 6      | 0      | 46       | 0        |
| Roma (kölcsönben) | 2014–15  | Serie A        | 3         | 0         | 0     | 0    | 0        | 0        | 2      | 0      | 5        | 0        |
| Összesen          | Összesen | Összesen       | 226       | 4         | 11    | 0    | 15       | 0        | 16     | 0      | 270      | 4        |

### Válogatottban
2012. szeptember 11. szerint
| Franciaország | Franciaország | Franciaország |
| Év            | Meccs         | Gól           |
| ------------- | ------------- | ------------- |
| 2012          | 3             | 0             |
| Összesen      | 3             | 0             |

## Sikerei, díjai
Montpellier
- Ligue 1: 2011–12

## Fordítás
- Ez a szócikk részben vagy egészben  a   Mapou Yanga-Mbiwa című angol Wikipédia-szócikk ezen változatának fordításán alapul.  Az eredeti cikk szerkesztőit annak laptörténete sorolja fel. Ez a jelzés csupán a megfogalmazás eredetét és a szerzői jogokat jelzi, nem szolgál a cikkben szereplő információk forrásmegjelöléseként.